# Expectant
Een Expectant of "Ridder Expectant" is een graad in een ridderorde of ridderlijke orde.  Expectanten mogen te zijner tijd bevordering tot een hogere graad, die van Kapittelridder of volwaardig lid van de orde, verwachten. De graad komt onder andere voor bij de Ridderlijke Duitsche Orde, Balije van Utrecht. 

Soeverein ·
Grootmeester ·
Kanselier ·
Kapittel ·
Grootprior ·
Baljuw ·
Heraut ·
Wapenkoning ·
Ordeketen ·
Bijzondere Klasse ·
Grootkruis ·
Grootlint ·
Grootofficier ·
Commandeur ·
Officier ·
Ridder Grootkruis van Eer en Devotie ·
Rechtsridder ·
Ridder van Obediëntie ·
Ridder van Eer en Devotie ·
Ridder van Gratie en Devotie ·
Ridder van Magistrale Gratie ·
Eredame ·
Dame ·
Ridder ·
Lid ·
Expectant ·  
Medaille